# エミール・ピカール
シャルル・エミール・ピカール（Charles Émile Picard FRS(For) FRSE フランス語: [ʃaʁl emil pikaʁ]、1856年7月24日 - 1941年12月11日）は、フランスの数学者である。1924年に、第15代のアカデミー・フランセーズ座席番号1に選出された。

## 生涯
1856年7月24日にパリに生まれた。アンリ4世校で教育を受けた後、パリ高等師範学校で数学を学んだ。
ピカールの数学論文、教科書、そして多くの一般書は、当時の数学に精通しており、非常に幅広い関心を集めた。現代の複素解析の研究者は、ピカールの2つの定理をよく使用している。ピカールの小定理は、定数以外の整関数の値域が高々唯一の点を除く複素平面全体に広がることを主張するものである。ピカールの大定理は、孤立した真性特異点の近傍の像が高々唯一の点を除き複素平面全体を覆うことを主張するものである。ピカールは、ピカール＝ヴェシオ理論、パンルヴェ超越関数、線形微分方程式の対称変換群の導入など、微分方程式の理論に重要な貢献をした。また、代数曲面の理論に、曲面上の代数曲線の類を線形同値で記述するピカール群を導入した。ピカールは、関数論の研究に関連して、代数的位相幾何学という新しいアイデアを利用した最初の数学者の一人である。理論的な研究だけでなく、電報や弾性の理論などの応用数学にも貢献している。ピカールの論文集は4巻まである。
ルイ・クテュラは、1891年から2年間ピカールのもとで積分法を学び、その講義を詳細に書き残した。クテュラのノートは現存しており、現在ではインターネットアーカイブで閲覧できる。
ピカールは、同時代のアンリ・ポアンカレと同様、数学、物理学、工学の学生の育成に力を注ぎ、古典解析学の教科書や、相対性理論の最初の教科書の一つを執筆した。また、岳父シャルル・エルミートを始めとする、フランスを代表する多くの数学者の伝記も執筆している。

## 私生活
1881年に、シャルル・エルミートの娘のマリーと結婚した。

## 主な論文
- 1891–96:  Traité d'Analyse. Paris: Gauthier-Villars et fils. (1891). OCLC 530823[5]
- 1905:  La science Moderne et son état Actuel. Paris: E. Flammarion. (1914). OCLC 43307396
- 1906 : (with Georges Simart) Theorie des Fonctions Algebrique de deux Variables Independente volume 2, via Internet Archive
- 1922:  La Théorie de la Relativité et ses Applications à l'astronomie. Paris: Gauthier-Villars. (1922). OCLC 1025334
- 1922:  Discours et Mélanges. Paris: Gauthier-Villars. (1922). OCLC 4855336
- 1931:  Éloges et Discours Académiques. Paris: s.n.. OCLC 13473598
- 1978–81:  Œuvres de Ch.-É. Picard. vol. I–IV. Paris: Centre National de la Recherche Scientifique. OCLC 4615520